# Liste der Kulturdenkmäler in Endlichhofen
In der Liste der Kulturdenkmäler in Endlichhofen sind alle Kulturdenkmäler der rheinland-pfälzischen Ortsgemeinde Endlichhofen aufgeführt. Grundlage ist die Denkmalliste des Landes Rheinland-Pfalz (Stand: 8. Dezember 2023).

## Einzeldenkmäler
| Bezeichnung | Lage                             | Baujahr                            | Beschreibung | Bild |
| ----------- | -------------------------------- | ---------------------------------- | --- | ---- |
| Hofanlage   | Miehlener Straße 1 Lage          | spätes 19. Jahrhundert             | Hofanlage; langgestrecktes Fachwerkhaus mit Kniestock, teilweise Bruchstein, spätes 19. Jahrhundert, Wirtschaftsgebäude, wohl älteres Stallgebäude, teilweise massiv | BW   |
| Brunnen     | Miehlener Straße, bei Nr. 1 Lage | zweite Hälfte des 19. Jahrhunderts | Pumpbrunnen, zweite Hälfte des 19. Jahrhunderts | BW   |
| Wohnhaus    | Miehlener Straße 7 Lage          | 18. Jahrhundert                    | Fachwerkhaus, 18. Jahrhundert | BW   |
| Wohnhaus    | Miehlener Straße 9 Lage          | 17. oder 18. Jahrhundert           | Fachwerkhaus, 17. oder 18. Jahrhundert | BW   |
| Wohnhaus    | Oberdorf 6 Lage                  | 18. Jahrhundert                    | Fachwerkhaus, teilweise massiv, Kniestock um 1900 | BW   |
| Wohnhaus    | Oberdorf 15 Lage                 | 19. Jahrhundert                    | verputztes Wohnhaus, 19. Jahrhundert (?) | BW   |